# قائمة أنواع المجوهرات
قائمة أنواع المجوهرات هي قائمة بأنواع المجوهرات التي يتم استخدامها لزينة الإنسان.

## إكسسوارات الشعر
- دبابيس الشعر
- قبعة مشبكة (بالإنجليزية: Fascinators)‏

## إكسسوارات الرأس
- مجوهرات ثقب الجسد
  - أقراط الأذن
    - الأقراط المشبكة.
    - أقراط الأصفاد.
    - الأقراط المغناطيسية.

  - مجوهرات ثقب الأنف
    - مجوهرات الأنف.
    - حلقات الأنف.
    - ترصيع الأنف.
    - سلاسل الأنف.
- التيجان
  - تاج دائري صغير
  - تويج
  - إكليل قماشي (ديادم)
  - إكليل مرصع

## الرقبة
- - قلادة
    - قلادة ملتصقة بالرقبة.

## الذراع
- أساور لأعلى الذراع.
- أساور
- أزرار أكمام قميص

## اليدين
- خواتم
  - خاتم بطولة
  - خاتم تفوق
  - خاتم خطوبة
  - خواتم العهود
    - خاتم ما قبل الخطبة
    - خواتم الطهارة

  - خواتم الزفاف

## الجسد
- سلاسل البطن.
- درع الصدر.
- البروشات.
- مجوهرات ثقب الجسد.

## الساقين والقدمين
- الخلخال.
- خاتم أصبع القدم.
- صندل.

## الوظائف الخاصة
- التمائم.
- مجوهرات دينية
  - مسبحة صلاة.
  - حبل الصلاة.
- خاتم الأحجية
- خاتم نذر العذرية.
- خاتم الإبهام

## مكونات
- حجر كريم ذو نقش بارز.
- لافتة.
- عروة.
- مدلاة.
- ميدالية.
- حلية معلقة

## وصلات خارجية
- | أشخاص     | - صائغ ذهب - صائغ فضة - مصمم مجوهرات - صائغ أحجار كريمة - ساعاتي                                                                        |
| طُرق تصنيع | - سبك المعدن (الصب بالطرد المركزي، صب الشمع، سبك المعدن بالتعبئة) - صقل المينا - نقش - تخريم - طلي - لحام بالقصدير - تثبيت - حلية سلكية |
| أدوات     | - صفيحة سحب - مبرد - مطرقة - زردية |

| فلز نفيس              | - ذهب - بلاديوم - بلاتين - روديوم - فضة |
| سبيكة المعادن الثمينة | - فضة بريتانيا - ذهب ملون - عملة ذهبية - إلكتروم - بلاتين استرليني - شاكودو - شيبويتشي - فضة إسترلينية - تومباجا |
| سبائك قواعد معدنية    | - نحاس أصفر - برونز - نحاس - بيوتر - فولاذ مقاوم للصدأ - تيتانيوم |
| حجر كريم معدنية       | - عقيق أبيض - عقيق - كريسوبيريل - جمشت - بريل - عقيق أحمر - مرو - ألماس - ديوبسيد - زمرد - بجادي - يشم - يشب - لازورد - مالاكيت - حجر القمر - سبج - جزع - أوبال - زبرجد - ياقوت - ياقوت أزرق - سودولايت - حجر الشمس - تنزانيت - عين الببر - توباز - تورمالين - زركون - بهرمان |
| حجر كريم عضوية        | - كهرمان - كوبال - مرجان - لؤلؤ - أذن البحر |